# Пиета (Микеланджело)
Пиета̀ (на италиански: La Pietà) е шедьовър на ренесансовата скулптура от Микеланджело, днес разположен в базиликата Свети Петър във Ватикана. Това е първата от поредица творби на тази тема от Микеланджело. Изработена е по поръчка на френския кардинал Жан Билер, който е бил представител в Рим, за гробницата му, но през 18 век скулптурата е преместена на сегашното си местоположение. Това е единствената творба на Микеланджело, която е подписана от него.
Темата (пиета в изобразителното изкуство) е популярна по това време във Франция, но все още не в Италия. Творбата изобразява тялото на Исус в скута на майка си Мария след свалянето му от кръста. Фигурите са в естествени размери. Скулптурата е висока 174 см, а на ширина е 195 см. Създадена е в чест на 1500-годишния юбилей от рождението на Христос. Скулптурата е важно произведение на изкуството, тъй като балансира между ренесансовите идеали за класическа красота и натурализма. Двете статуи са едни от най-завършените произведения на Микеланджело.
В нея Микеланджело изобразява и противопоставя мъжкото на женското, живото на мъртвото, голото на прикритото, вертикалното на хоризонталното, което внася в композицията елемент на напрежение.
През 1972 г. статуята е атакувана от австралийския геолог от унгарски произход Ласло Тот, крещящ, че той е Христос. След реставрация статуята е поставена зад непробиваемо стъкло, вдясно от входа на базиликата.

## Описание
Структурата е пирамидална, а върхът съвпада с главата на Мария. Статуята постепенно се разширява надолу по драперията на роклята на Мария, до основата, скалата на Голгота. Цифрите са доста непропорционални, поради трудността да се изобрази един зрял мъж в пълна дължина, разположен в скута на жена. Голяма част от тялото на Мария е скрито от нейната монументална драперия, а отношението между фигурите изглежда съвсем естествено. Интерпретацията на Пиета при Микеланджело е много по-различна от предишните, създадени от други художници, тъй като той е изваял млада и красива Мария, вместо по-възрастна жена на около 50-годишна възраст.
Лицето на Христос не разкрива признаци на страдание. Микеланджело не искал версията му на Пиета да изобразява смъртта, а по-скоро да покаже „религиозната визия за напускането и спокойното лице на Сина“.

## Младоликата Мария
Мадоната е представена като много млада за майка на приблизително 33-годишен син, което не е необичайно в нейните изображения по време на страданието на Христос. За това са предложени различни обяснения. Едното е, че младостта ѝ символизира нейната нетленна чистота, както самият Микеланджело е казал на своя биограф и колега скулптор Асканио Кондиви.
| „ | Нима не знаете, че целомъдрените жени остават свежи много по-дълго от тези, които не са такива? Колко повече това може да се отнася до Дева Мария, която никога не е изпитвала и най-малкото ласкателно желание, способно да промени тялото ѝ? | “ |

Друго обяснение предполага, че при отразяването на темата Микеланджело е повлиян от страстта си към Божествена комедия на Данте. Микеланджело е така добре запознат с произведението, че когато отива в Болоня, плаща за гостоприемство, рецитирайки стихове от Дантевата творба. В третата част „Рай“ на „Божествена комедия“ (песен 33), св. Бернар, в молитва за Дева Мария, казва: "Vergine madre, figlia del tuo figlio" (Дева майко, дъщеря на твоя син). Това се казва, защото, тъй като Христос е една от трите фигури на Светата Троица, Мария ще бъде Негова дъщеря, но тя също Го е родила.

## История след завършване
Работата по скулптурата отнема по-малко от две години. Микеланджело завършва творбата си през 1499 г., когато е само на 24 години и тя е единственото произведение, на което е сложил подписа си. Творецът издълбал MICHAELA[N]GELUS BONAROTUS FLORENTIN[US] FACIEBA[T] (Микеланджело Буонароти, флорентинец, направил това).

### Повреда
През 18 век статуята е пренесена в една от капелите на базиликата „Свети Петър“ в Рим. При транспортирането ѝ е повреден палецът на лявата ръка на Дева Мария.